# Lastenheft
Das Lastenheft (auch Anforderungsspezifikation, Anforderungskatalog, Produktskizze, Kundenspezifikation oder Anwenderspezifikation) beschreibt die Gesamtheit der Anforderungen des Auftraggebers an die Lieferungen und Leistungen eines Auftragnehmers.
Die Anforderungen in einem Lastenheft sollten so allgemein wie möglich und so einschränkend wie nötig formuliert werden. Hierdurch hat der Auftragnehmer die Möglichkeit, eine passende Lösung (z. B. eine Software) zu erarbeiten, ohne in seiner Lösungskompetenz durch zu konkrete Anforderungen eingeschränkt zu sein.
Das Lastenheft kann der Auftraggeber in einer Ausschreibung verwenden und an mehrere mögliche Auftragnehmer verschicken. Diese erstellen jeweils ein Pflichtenheft, welches in konkreterer Form beschreibt, wie sie die Anforderungen im Lastenheft zu lösen gedenken. Der Auftraggeber wählt dann aus den Vorschlägen der möglichen Auftragnehmer den für ihn geeignetsten aus.

## Gegenstand
Gemäß DIN 69901-5 (Begriffe der Projektabwicklung) beschreibt das Lastenheft die "vom Auftraggeber festgelegte Gesamtheit der Forderungen an die Lieferungen und Leistungen eines Auftragnehmers innerhalb eines Auftrages". Im Rahmen eines Werkvertrages oder Werkliefervertrages und der dazugehörenden formellen Abnahme beschreibt das Lastenheft präzise die nachprüfbaren Leistungen und Lieferungen.
Das Lastenheft beschreibt in der Regel somit, was und wofür etwas gemacht werden soll. Die primären Adressaten des Lastenhefts sind die Auftragnehmer. Daneben sind weitere Adressaten der (externe oder firmeninterne) Auftraggeber als Genehmiger des Lastenhefts sowie Projektleiter, Anforderungssteller und andere Stakeholder als (Projekt-)Beteiligte.
Ein Lastenheft wird häufig in Textform verfasst. Detaillierungen und Präzisierungen erfolgen beispielsweise mittels Tabellen, durch Zeichnungen, Grafiken oder Modellierungssprachen.

## Aufbau
Ein Lastenheft lässt sich auf verschiedene Weise gliedern. Folgende Angaben werden typischerweise berücksichtigt:
1. Einführung
2. Beschreibung des Istzustands
3. Beschreibung des Soll-Konzepts
4. Beschreibung von Schnittstellen
5. Funktionale Anforderungen
6. Nichtfunktionale Anforderungen
  - Benutzbarkeit
  - Zuverlässigkeit
  - Effizienz
  - Änderbarkeit
  - Übertragbarkeit
  - Wartbarkeit
7. Risikoakzeptanz
8. Skizze des Entwicklungszyklus und der Systemarchitektur
9. Lieferumfang
10. Abnahmekriterien

## Folgeschritte
Häufig schließt sich an die Erstellung des Lastenhefts eine Klärungsphase an. In ihr werden die Anforderungen mit dem (möglichen) Auftragnehmer besprochen, auf Widersprüche hinsichtlich der Umsetzung analysiert und bei Bedarf detailliert.
Im nächsten Schritt erstellt der (mögliche) Auftragnehmer das Pflichtenheft, das beschreibt, wie und womit etwas realisiert werden soll. Nach DIN 69901-5 enthält das Pflichtenheft die „vom Auftragnehmer erarbeiteten Realisierungsvorgaben aufgrund der Umsetzung des vom Auftraggeber vorgegebenen Lastenheftes“. Jeder Anforderung des Lastenhefts können gewöhnlich eine oder mehrere Leistungen des Pflichtenheftes zugeordnet werden. Besonders im Software-Bereich (zum Beispiel bei ERP-Systemen) sind Lastenhefte oft als Tabelle mit Feldern angelegt, bei der der Software-Anbieter jede aufgeführte Position bewertet, ob er sie im Standard erfüllen kann oder nicht.
So wird auch die Reihenfolge der beiden Dokumente im Entwicklungsprozess deutlich: Die Anforderungen (requirements) werden durch Leistungen (features) erfüllt. In Kombination mit dem Angebot stellt dies häufig die vertragliche Grundlage der zu erfüllenden Leistungen dar.

## Abgrenzung
Je nach Einsatzgebiet und Branche können sich Lastenhefte in Aufbau und Inhalt stark unterscheiden. Auch werden in der Praxis die Begriffe Lastenheft, Pflichtenheft, Leistungsbeschreibung und Spezifikation oft nicht klar gegeneinander abgegrenzt oder sogar synonym verwendet. Die unscharfe Verwendung der Begriffe sowie die fehlende Trennung von was und wozu zu wie und womit ist Ursache für Missverständnisse.
Im Vergleich zu einem Fachkonzept ist ein Lastenheft um formelle Aspekte angereichert, die zu einer Ausschreibung nötig sind.
Auf einen Kaufvertrag nach § 433 BGB oder einen rechtlich gleichgestellten Liefervertrag sind die Kriterien eines Lastenheftes in der Regel nicht anzuwenden, da die Lieferungen im Kaufvertrag von einer durch den Lieferanten einseitig vorgegebenen Spezifikation in der Art und von der durch den Besteller einseitig vorgegebenen Liefermenge bestimmt werden.
Auf einen Dienstvertrag sind die Kriterien eines Lastenheftes in der Regel nicht anzuwenden, da die Leistungen im Dienstvertrag nicht einer formellen Abnahme unterzogen werden.

## Branchenbeispiele
In einigen Branchen haben sich standardisierte Vorgaben für Lastenhefte und deren Abwicklung etabliert. 
In der Softwaretechnik ist ein Lastenheft ein mögliches Ergebnis einer Anforderungsanalyse und damit ein Teil des Anforderungsmanagements. Es wird oft der IEEE-Standard Software Requirements Specification verwendet, ein Dokument, welches Pflichtenheft und Lastenheft zusammenfasst.
In der internationalen Raumfahrt verwendete Lastenhefte orientieren sich häufig am NASA-Standard, um die internationale Kooperation zu vereinfachen. Es hat sich folgendes Prinzip herausgebildet:
- Der Auftraggeber erstellt eine Anforderungsspezifikation (requirements spec), die die Missionsanforderungen und Rahmenbedingungen enthält (z. B. es soll ein bemanntes Labormodul für die ISS geliefert werden, das mit dem Space Shuttle dorthin transportiert werden soll);
- Der Auftragnehmer antwortet darauf mit einer Implementierungsspezifikation (design-to-spec), die den vom Auftragnehmer gewählten Entwurf spezifiziert (z. B. ein zylinderförmiges Druckmodul mit bestimmtem Durchmesser und Länge);[2]
- Der Auftraggeber akzeptiert formell die mehr Details enthaltende Implementierungsspezifikation. Im Falle eines später auftretenden Konflikts hat die Anforderungsspezifikation jedoch Vorrang.

Weiterhin fordert der Auftraggeber in einem Pflichtenheft/Statement of Work (SOW), wie und mit welchen Mitteln das gemäß Anforderungsspezifikation zu liefernde Produkt entwickelt, gefertigt und verifiziert werden soll (Entwicklungslogik, Überprüfungen/Reviews, zu liefernde Dokumente usw.). Der Auftragnehmer antwortet mit verschiedenen Plänen (Entwicklungsplan/Design and Development Plan, Fertigungsplan, EMC Kontrollplan usw.) die im Detail die Umsetzung des SOW beschreiben (z. B. wer das Protokoll einer Besprechung schreibt und in welchem Zeitrahmen die beteiligten Parteien zustimmen müssen).

## Normen und Standards
- DIN 69901-5: Projektmanagement – Projektmanagementsysteme – Teil 5: Begriffe
- VDI 2519 Blatt 1: Vorgehensweise bei der Erstellung von Lasten-/Pflichtenheft
- VDI 2519 Blatt 2: Lastenheft/Pflichtenheft für den Einsatz von Förder- und Lagersystemen
- VDI 3694: Lastenheft/Pflichtenheft für den Einsatz von Automatisierungssystemen
- VDI 4403 Blatt 1: Modernisierung und Erweiterung fördertechnischer Anlagen und logistischer Systeme bei laufendem Betrieb
- IEEE 830-1998: Software Requirements Specification, Lastenhefte für Softwaresysteme